# Bujriek (mijanka)
Bujriek (kaz. Бүйрек, ros. Буйрек) – mijanka i przystanek kolejowy w miejscowości Biriuk, w rejonie Aktogaj, w obwodzie karagandyjskim, w Kazachstanie. Położona jest na linii Mojynty – Aktogaj, na trasie Nowego Jedwabnego Szlaku.